# Кімната Еймса

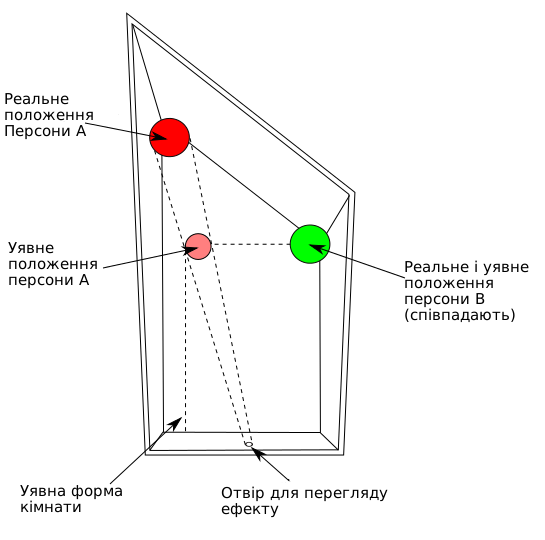
Схема дійсної та уявної позиції двох людей в кімнаті Еймса, і форма цієї кімнати

Кімната Еймса — приміщення неправильної форми, що використовується для створення тривимірної оптичної ілюзії. Була спроєктована американським офтальмологом Альбертом Еймсом в 1934 році й побудована в 1946 році.
Кімната Еймса побудована так, що спереду вона виглядає як звичайна кімната кубічної форми із задньою стінкою та двома боковими стінами, паралельними одна одній і перпендикулярними до горизонтальних площин підлоги і стелі. Проте дійсна форма кімнати трапецієподібна: стіни нахилені, стеля і підлога також знаходяться під нахилом, а правий кут знаходиться набагато ближче до спостерігача, ніж лівий, або навпаки.
Унаслідок оптичної ілюзії людина, що стоїть в одному куті, здається спостерігачеві гігантом, в той час як людина, що стоїть в іншому куті, здається карликом. Ілюзія настільки переконлива, що людина, яка ходить вперед і назад від лівого кута в правий кут, «росте» або «зменшується» на очах.
Дослідження показали, що ілюзія може бути створена без використання стін і стелі, — для її створення достатньо видимого горизонту (який насправді не є горизонтальним) проти відповідного фону, а також щоб погляд спостерігача падав на об'єкт, чия висота перевищує висоту цього горизонту.
Принцип кімнати Еймса широко використовується в кіно і на телебаченні для створення спецефектів, коли людину насправді нормального росту необхідно показати як гіганта або карлика порівняно з іншими.